# よこすかシーサイドマラソン
よこすかシーサイドマラソンは、神奈川県横須賀市で行われる市民マラソン大会である。
ハーフマラソンは日本陸連公認コースとなっている。日本陸連公認第8528号(ハーフ)。
笑顔があふれるまちを目指す公益社団法人横須賀青年会議所によって、1976年に第1回大会が始まり、毎年11月下旬に開催されている。主催は、公益社団法人横須賀青年会議所、横須賀市陸上競技協会、横須賀市、横須賀市議会、横須賀市教育委員会、横須賀市体育協会、横須賀商工会議所、横須賀市連合町内会からなる「よこすかシーサイドマラソン協議会」である。2005年の第30回大会までは20km、2006年の第31回大会からはハーフマラソン。その他、10km、3km、1.8km等の種目がある。

## コース
スタートは、横須賀市新港町の横須賀市救急医療センター前。よこすか海岸通りを大津、馬堀海岸、走水まで進み、観音崎京急ホテル、横須賀美術館、観音崎海水浴場、観音崎自然博物館を経て観音崎大橋で折り返しスタート地点まで戻る。走水と観音崎自然博物館に急坂がある以外は海沿いの平坦なコースである。日本陸連公認コースとなっている。
受付会場は三笠公園。

## 主催
- よこすかシーサイドマラソン協議会

## 主管
- 横須賀市陸上競技協会

## 後援
- 神奈川陸上競技協会
- 神奈川新聞社
- FMヨコハマ
- 横須賀エフエム放送
- タウンニュース社
- はまかぜ新聞社
- 湘南読売会

## 種目
ハーフマラソン
- 陸連登録者男子15歳以上
- 男子15歳 ～ 39歳
- 男子40歳 ～ 59歳
- 男子60歳以上
- 女子15歳 ～39歳
- 女子40歳以上

10km
- 男子15歳 ～ 39歳
- 男子40歳 ～ 59歳
- 男子60歳以上
- 女子15歳 ～39歳
- 女子40歳以上

3km
- 男子小学4年生以上
- 女子小学4年生以上

1.8kmファミリー
- 保護者と小学1～6年生（2人1組）